# Lasioglossum versans
Lasioglossum versans là một loài Hymenoptera trong họ Halictidae. Loài này được Lovell mô tả khoa học năm 1905.